# Kamila Skolimowska Memorial 2024
Il Kamila Skolimowska Memorial 2024 è stata la 15ª edizione dell'annuale meeting di atletica leggera, dodicesima tappa del circuito Diamond League 2024. Le competizioni hanno avuto luogo presso lo stadio della Slesia di Chorzów, il 25 agosto 2024.

## Risultati
Di seguito i primi tre classificati di ogni specialità.

### Uomini
| Specialità          | 1º classificato     | Prestazione | 2º classificato    | Prestazione | 3º classificato   | Prestazione |
| 100 m               | Fred Kerley         | 9"87        | Ferdinand Omanyala | 9"88        | Ackeem Blake      | 9"89 =      |
| 200 m               | Letsile Tebogo      | 19"83       | Alexander Ogando   | 19"86       | Kenny Bednarek    | 20"00       |
| 800 m               | Marco Arop          | 1'41"86     | Emmanuel Wanyonyi  | 1'43"23     | Bryce Hoppel      | 1'43"32     |
| 3000 m              | Jakob Ingebrigtsen  | 7'17"55     | Berihu Aregawi     | 7'21"28     | Yomif Kejelcha    | 7'28"44     |
| 110 m hs            | Grant Holloway      | 13"04       | Rasheed Broadbell  | 13"05       | Daniel Roberts    | 13"24       |
| 400 m hs            | Karsten Warholm     | 46"95       | Clément Ducos      | 47"42       | Abderrahman Samba | 47"69       |
| 3000 m siepi        | Soufiane el-Bakkali | 8'04"29     | Amos Serem         | 8'04"29     | Samuel Firewu     | 8'04"34     |
| Salto in alto       | Gianmarco Tamberi   | 2,31 m      | Romaine Beckford   | 2,29 m      | Oleh Doroshchuk   | 2,29 m      |
| Salto con l'asta    | Armand Duplantis    | 6,26 m      | Sam Kendricks      | 6,00 m      | Emmanouil Karalis | 6,00 m      |
| Getto del peso      | Joe Kovacs          | 22,14 m     | Ryan Crouser       | 22,12 m     | Leonardo Fabbri   | 22,03 m     |
| Lancio del martello | Ethan Katzberg      | 80,03 m     | Mykhaylo Kokhan    | 79,85 m     | Wojciech Nowicki  | 76,05 m     |

     Prestazione che stabilisce il nuovo record del meeting.

### Donne
| Specialità             | 1º classificato    | Prestazione  | 2º classificato         | Prestazione  | 3º classificato    | Prestazione |
| 100 m                  | Tia Clayton        | 10"83 (.822) | Marie Josée Ta Lou      | 10"83 (.828) | Tamari Davis       | 10"84       |
| 400 m                  | Marileidy Paulino  | 48"66        | Salwa Eid Naser         | 49"23        | Natalia Kaczmarek  | 49"95       |
| 1000 m                 | Nelly Chepchirchir | 2'31"24      | Jemma Reekie            | 2'32"56      | Mary Moraa         | 2'33"43     |
| 1500 m                 | Diribe Welteji     | 3'57"08      | Freweyni Hailu          | 3'57"88      | Georgia Bell       | 3'58"11     |
| 100 m hs               | Ackera Nugent      | 12"29        | Grace Stark             | 12"37        | Danielle Williams  | 12"38       |
| 400 m hs               | Femke Bol          | 52"13        | Anna Cockrell           | 52"88        | Rushell Clayton    | 53"11       |
| Salto triplo           | Shanieka Ricketts  | 14,50 m      | Leyanis Pérez Hernández | 14,42 m      | Dariya Derkach     | 14,02 m     |
| Lancio del giavellotto | Adriana Vilagoš    | 65,50 m      | Jo-Ane van Dyk          | 62,81 m      | Nikola Ogrodníková | 61,84 m     |
| Lancio del martello    | Brooke Andersen    | 76,19 m      | Hanna Skydan            | 71,82 m      | Janee' Kassanavoid | 70,55 m     |

     Prestazione che stabilisce il nuovo record del meeting.